# Ungleichung von Hilbert
Die Ungleichung von Hilbert (englisch Hilbert’s inequality) ist eine klassische Ungleichung der Analysis, einem der Teilgebiete der Mathematik. Sie geht auf eine Arbeit des deutschen Mathematikers David Hilbert aus dem Jahre 1888 zurück und gibt eine obere Abschätzung zu gewissen Doppelsummen positiver reeller Zahlen. Hilberts Ungleichung wurde von zahlreichen Autoren verschärft, verallgemeinert und abgewandelt. Nicht zuletzt haben Hermann Weyl – etwa in seiner Inauguraldissertation Singuläre Integralgleichungen mit besonderer Berücksichtigung des Fourierschen Integraltheorems von 1908 – und insbesondere Godfrey Harold Hardy sie intensiver Untersuchung unterzogen.

## Formulierung der Ungleichung
Hilberts Ungleichung lässt sich angeben wie folgt:
Gegeben sei für eine natürliche Zahl {\displaystyle N>0} ein {\displaystyle (N+1)}-Tupel {\displaystyle (a_{0},\ldots ,a_{N})} positiver reeller Zahlen.
Dann gilt:
(H) {\displaystyle \sum _{i=0}^{N}{\sum _{j=0}^{N}{\frac {a_{i}a_{j}}{i+j+1}}}\leq \pi \cdot \sum _{i=0}^{N}{{a_{i}}^{2}}}  .

### Verschärfungen
Nach H. Frazer hat die letzte Ungleichung eine Verschärfung, in der die Kreiszahl durch einen besseren Abschätzungsfaktor ersetzt wird:
(HF) {\displaystyle \sum _{i=0}^{N}{\sum _{j=0}^{N}{\frac {a_{i}a_{j}}{i+j+1}}}\leq (N+1)\cdot \sin \left({\frac {\pi }{N+1}}\right)\cdot \sum _{i=0}^{N}{{a_{i}}^{2}}}  .
D. V. Widder zeigte die folgende stärkere Ungleichung:
(HW) {\displaystyle \sum _{i=0}^{N}{\sum _{j=0}^{N}{\frac {a_{i}a_{j}}{i+j+1}}}\leq \pi \cdot \sum _{i=0}^{N}{\sum _{j=0}^{N}{{\frac {(i+j)!}{i!j!}}{\frac {a_{i}a_{j}}{2^{i+j+1}}}}}}  .

### Verwandte Ungleichung
Fu Cheng Hsiang bewies die folgende verwandte Ungleichung:
Gegeben seien eine natürliche Zahl {\displaystyle N>0} und dazu zwei {\displaystyle (N+1)}-Tupel {\displaystyle (a_{0},\ldots ,a_{N})} und {\displaystyle (b_{0},\ldots ,b_{N})} von nichtnegativen reellen Zahlen.
Dann gilt:
(HHs) {\displaystyle \sum _{i=0}^{N}{\sum _{j=0}^{N}{\frac {a_{i}b_{j}}{2i+2j+1}}}\leq (N+1)\cdot \sin {\frac {\pi }{2(N+1)}}\cdot \left(\sum _{i=0}^{N}{{a_{i}}^{2}}\right)^{\frac {1}{2}}\cdot \left(\sum _{j=0}^{N}{{b_{j}}^{2}}\right)^{\frac {1}{2}}}  .

## Analoga und Erweiterungen
In Analogie und Erweiterung der obigen Ungleichungen gewinnt man entsprechende für Doppelreihen und -integrale:
Für zwei Folgen {\displaystyle \left(a_{i}\right)_{i\in \mathbb {N} }} und {\displaystyle \left(b_{j}\right)_{j\in \mathbb {N} }} von nichtnegativen reellen Zahlen, die nicht beide lediglich {\displaystyle 0} als Folgenglied haben, und zwei positive reelle Zahlen {\displaystyle p,q} mit {\displaystyle {\tfrac {1}{p}}+{\tfrac {1}{q}}=1} gilt stets:
(HH_1) {\displaystyle \sum _{i=1}^{\infty }{\sum _{j=1}^{\infty }{\frac {a_{i}b_{j}}{i+j}}}<{\frac {\pi }{\sin \left({\frac {\pi }{p}}\right)}}\cdot \left(\sum _{i=1}^{\infty }{{a_{i}}^{p}}\right)^{\frac {1}{p}}\cdot \left(\sum _{j=1}^{\infty }{{b_{j}}^{q}}\right)^{\frac {1}{q}}}  .
Für zwei reelle Funktionen {\displaystyle f,g\colon [0,\infty )\to [0,\infty )}, die nicht beide die Nullfunktion sind, und zwei positive reelle Zahlen {\displaystyle p,q} mit {\displaystyle {\tfrac {1}{p}}+{\tfrac {1}{q}}=1} gilt stets:
(HH_2) {\displaystyle \int _{0}^{\infty }\int _{0}^{\infty }{\frac {f(x)g(y)}{x+y}}\,\mathrm {d} x\,\mathrm {d} y<{\frac {\pi }{\sin \left({\frac {\pi }{p}}\right)}}\cdot \left(\int _{0}^{\infty }{f^{p}(x)}\,\mathrm {d} x\right)^{\frac {1}{p}}\cdot \left(\int _{0}^{\infty }{g^{q}(x)}\,\mathrm {d} x\right)^{\frac {1}{q}}}  .
Zusatz: Es ist sowohl bei (HH_1) als auch bei (HH_2) der Abschätzungsfaktor {\displaystyle {\tfrac {\pi }{\sin \left({\frac {\pi }{p}}\right)}}} der bestmögliche.

## Zwei weitere verwandte Ungleichungen
Im Rahmen der Bemühungen, einen möglichst einfachen Beweis des hilbertschen Doppelreihensatzes zu liefern, wurden – beginnend in den Jahren 1920 bis 1925 mit Arbeiten von G. H. Hardy und Edmund Landau – zwei verwandte Ungleichungen für Reihen und Integrale gefunden und abgeleitet, welche beide unter dem Stichwort hardysche Ungleichung (englisch Hardy’s inequality) bekannt wurden. Es handelt sich um die folgenden:
Für eine Folge {\displaystyle \left(a_{i}\right)_{i\in \mathbb {N} }} nichtnegativer reeller Zahlen, die nicht alle gleich {\displaystyle 0} sind, und eine reelle Zahl {\displaystyle p>1} gilt stets:
(H_1) {\displaystyle \sum _{i=1}^{\infty }\left({\frac {a_{1}+\ldots +a_{i}}{i}}\right)^{p}<\left({\frac {p}{p-1}}\right)^{p}\cdot \sum _{i=1}^{\infty }{{a_{i}}^{p}}}  .
Für eine reelle Funktion {\displaystyle f\colon [0,\infty )\to [0,\infty )}, die nicht die Nullfunktion ist, und eine reelle Zahl {\displaystyle p>1} gilt stets:
(H_2) {\displaystyle \int _{0}^{\infty }\left({\frac {\int _{0}^{x}f(t)\,\mathrm {d} t}{x}}\right)^{p}\,\mathrm {d} x<\left({\frac {p}{p-1}}\right)^{p}\cdot \int _{0}^{\infty }f^{p}(x)\,\mathrm {d} x}  .
Zusatz: Sowohl bei (H_1) als auch bei (H_2) ist der Abschätzungsfaktor {\displaystyle \left({\frac {p}{p-1}}\right)^{p}} der bestmögliche.